# لیگ برتر فوتبال استونی ۲۰۱۱
لیگ برتر فوتبال استونی ۲۰۱۱ (انگلیسی: 2011 Meistriliiga) بیست و یکمین فصل لیگ برتر فوتبال استونی است که با قهرمانی باشگاه فوتبال فلورا تالین به پایان رسیده‌است.

## جدول لیگ
| رتبه | تیم                             | بازی | برد | مساوی | باخت | گل زده | گل خورده | گل تفاضل | امتیاز | صعود یا سقوط                                 |
| ---- | ------------------------------- | ---- | --- | ----- | ---- | ------ | -------- | -------- | ------ | -------------------------------------------- |
| ۱    | باشگاه فوتبال فلورا تالین (C)   | ۳۶   | ۲۶  | ۸     | ۲    | ۱۰۰    | ۲۴       | ۷۶+      | ۸۶     | صعود به مرحله دوم انتخابی لیگ قهرمانان اروپا |
| ۲    | باشگاه فوتبال نومه کالیو        | ۳۶   | ۲۴  | ۷     | ۵    | ۸۲     | ۲۳       | ۵۹+      | ۷۹     | به مرحله اول انتخابی لیگ اروپا               |
| ۳    | باشگاه فوتبال ناروا ترانس       | ۳۶   | ۲۲  | ۷     | ۷    | ۱۰۷    | ۲۹       | ۷۸+      | ۷۳     | به مرحله اول انتخابی لیگ اروپا               |
| ۴    | باشگاه فوتبال لوادیا تالین      | ۳۶   | ۲۱  | ۱۰    | ۵    | ۷۶     | ۲۵       | ۵۱+      | ۷۳     | به مرحله اول انتخابی لیگ اروپا               |
| ۵    | باشگاه فوتبال سیلامائه کالو     | ۳۶   | ۱۷  | ۳     | ۱۶   | ۷۷     | ۵۹       | ۱۸+      | ۵۴     |                                              |
| ۶    | باشگاه فوتبال پایده لینامیسکوند | ۳۶   | ۱۳  | ۶     | ۱۷   | ۴۰     | ۵۱       | ۱۱−      | ۴۵     |                                              |
| ۷    | باشگاه فوتبال تارتو تامکا       | ۳۶   | ۱۱  | ۶     | ۱۹   | ۵۷     | ۷۵       | ۱۸−      | ۳۹     |                                              |
| ۸    | Viljandi                        | ۳۶   | ۸   | ۶     | ۲۲   | ۳۷     | ۶۹       | ۳۲−      | ۳۰     |                                              |
| ۹    | باشگاه فوتبال کورساره (O)       | ۳۶   | ۷   | ۵     | ۲۴   | ۲۸     | ۶۸       | ۴۰−      | ۲۶     | پلی‌آف سقوط                                   |
| ۱۰   | Lasnamäe Ajax (R)               | ۳۶   | ۰   | ۴     | ۳۲   | ۱۱     | ۱۹۲      | ۱۸۱−     | ۴      | سقوط به لیگ دسته اول فوتبال استونی           |

1. ↑  The winners of the 2011–12 Estonian Cup competition (Levadia) will qualify for the first qualifying round of UEFA Europa League.

## پلی‌آف سقوط
| ۱۳ نوامبر ۲۰۱۱                        | باشگاه فوتبال اینفونت | ۰ – ۱  | باشگاه فوتبال کورساره       | تالین                                                                |
| ۱۳:۰۰ زمان اروپای شرقی (یوتی‌سی ۲:۰۰+) |                       | Report | آندری بوریسوف ۲' (گل‌به‌خودی) | ورزشگاه: Lasnamäe KJH artificial turf تماشاگران: ۱۸۷ داور: Jaan Roos |

| ۱۹ نوامبر ۲۰۱۱                        | باشگاه فوتبال کورساره                            | ۴ – ۱ | باشگاه فوتبال اینفونت | کورساره                                                 |
| ۱۳:۰۰ زمان اروپای شرقی (یوتی‌سی ۲:۰۰+) | Pukk ۴۱' · Valmas ۶۰' · Viira ۸۵' · Pajunurm ۸۷' |       | Timofejev ۶۱'         | ورزشگاه: ورزشگاه کورساره تماشاگران: ۱۳۵ داور: Eiko Saar |